# بیمارستان امیرالمؤمنین کردکوی
بیمارستان امیرالمؤمنین کردکوی واقع در استان گلستان، شهرستان کردکوی بیمارستانی است درمانی و وابسته به دانشگاه علوم پزشکی گلستان با ۱۳۱ تخت ثابت می‌باشد.
این بیمارستان در سال ۱۳۹۰ توانست به عنوان برترین مرکز درمانی استان گلستان در امر برقراری طرح حاکمیت بالینی شناخته شود. هم‌اکنون این بیمارستان دارای بخش‌های: اورژانس، دیالیز، تالاسمی، بازتوانی قلبی، داخلی، جراحی عمومی، زنان و زایمان، اطفال، چشم پزشکی، جراحی کلیه و مجاری ادرار، ارتوپدی، گوش و حلق و بینی، روانپزشکی، داخلی اعصاب و فوق تخصص جراحی قلب باز، ICU جنرال، ICU ویژه، جراحی قلب باز، CCU و آنژیوگرافی، تست ورزش، اکوکاردیوگرافی، سونوگرافی می‌باشد. این بیمارستان، تنها مرکز دولتی جراحی قلب استان به‌شمار می‌رود.